# Spoleto
Spoleto (latinsko Spoletium) je starodavno mesto v italijanski pokrajini Perugia v deželi Umbrija ob vznožju Apeninov oziroma ob vznožju Monteluca. Od Perugie je oddaljeno 63 km jugovzhodno, od Firenc 212 km jugovzhodno in 126 km severno od Rima. Bilo je spešno rimsko mesto, katerega znaki so vidni še danes v slavoloku Drusus in Germanicus (23 n.št.), rimskem gledališču (1. stoletje) in Casa Romana.

## Zgodovina
Spoleto leži na vzhodnem kraku Via Flaminia, ki se viličasto cepi v dve cesti v Narni in nadaljuje na forumu Flaminii v bližini Foligna. Stara cesta je potekela tudi do Nursia. Ponte Sanguinario, zgrajen v 1. stoletju pred našim štetjem, še vedno stoji. Forum se skriva pod današnjim trgom.
Spoleto se nahaja na začetku velike, široke doline, obdane z gorami in tako zaseda strateški geografski položaj. Bil je pomembno mesto prvotnih plemen Umbri, ki so zgradili obrambne zidove v 5. stoletju pred našim štetjem, od katerih so nekateri vidni še danes.
Prva zgodovinska omemba Spoletium se nanaša na ustanovitev kolonije je v letu 241 pred našim štetjem, in je bila po Ciceru Colonia latina v primis firma et illustris, torej kolonija v letu 95 pred našim štetjem. Po bitki pri Trasimenskem jezeru (217 pr.n.št.) je Spoletium napadel Hanibal, in bil odbit od prebivalcev. Med drugo punsko vojno je bil koristni zaveznik Rima. Veliko je mesto pretrpelo v času državljanske vojne med Gaiusom Mariusom in Sullom. Slednji je po zmagi nad Mariusom leta 82 pred našim štetjem zaplenil ozemlje Spoletium. Od tedaj dalje je bilo mesto municipij.
Pod imperijem je še enkrat zacvetel. Začetek škofije sega v 4. stoletje. Znane so legende o mučenikih v Spoletu, pismo škofu Caecilianusu od papeža Liberija iz leta 354 predstavlja prvo zgodovinsko omembo. Zaradi svoje vzvišene lege je bil Spoleto pomembno oporišče Vandalov v gotskih vojnah. Njegove zidove je uničil Totila.
Pod Langobardi je postal Spoleto prestolnica neodvisne vojvodine Spoleto (od leta 570 dalje), ki je obsegala velik del osrednje Italije in ostala neodvisna do leta 729, ko je postala last langobardskega kralja. Leta 774 je Spoleto postal del Svetega rimskega cesarstva. Skupaj z drugimi mesti ga je papež Gregor VII podaril grofici Matildi iz Toskane, ki si je nekaj časa prizadevale, da ohrani neodvisnost. V letu 1155 ga je uničil Friderik Barbarossa. Leta 1213 ga je dokončno zasedel papež Gregor IX. V času odsotnosti papeškega dvora v Avignonu, je bil žrtev bojev med Gvelfi in Gibelini, dokler ga ni leta 1354 kardinal Albornoz še enkrat prinesel pod okrilje papeške države.
Po Napoleonovi osvojitvi Italije je postal Spoleto (med letoma 1808 in 1815) prestolnica kratkotrajnega francoskega departmaja Trasimène. Po petih letih in porazu Napoleona se vrača pod papeško državo. Leta 1860 se je Spoleto boril za združitev Italije. Giovanni Pontano, ustanovitelj Accademia Pontaniana v Neaplju, je bil rojen v Spoletu. Pomemben meščan je bil tudi Francis Possenti, ki se je izobraževal na jezuitski šoli in čigar oče je bil papežev assesor. Francis je pozneje postal Sveti Gabriel Žalostne Matere Božje.
V letu 1947 je bilo ustanovljeno gledališče Teatro Lirico sperimentale, leta 1952 je bil odprt Italijanski center za študije srednjega veka, leta 1958 je potekal prvič mednarodni Festival dveh svetov (Festival dei Due Mondi) in poteka še danes. Zaradi teh dejavnosti je mesto poznano kot mesto umetnosti in kulture

## Glavne znamenitosti

### Starodavne in druge stavbe
- Rimsko gledališče, ki so ga v veliki meri obnovili. Oder je zasedla nekdanja cerkev sv. Agate, trenutno je v njem Narodni arheološki muzej.
- Ponte Sanguinario (»krvavi most« ), rimski most iz 1. stoletja pred našim štetjem. Ime ima po preganjanju kristjanov v bližnji amfiteater.
- Rimski amfiteater (2. stoletje); sedaj je trdnjava; v letu 545 v času Totila in v srednjem veku so prostor uporabljali za trgovsko dejavnost, kasneje je bila iz materiala zgrajena cerkev San Gregorio Minore in trdnjava Rocca.
- Palazzo Comunale (13. stoletje).
- Ponte delle Torri, imeniten akvadukt iz 13. stoletja, verjetno zgrajen na rimskih temeljih o čemer se znanstveniki še niso uskladili. Nahaja se pod trdnjavo. Zaradi velikost 230 metrov na 76 metrov, ki je redka, je postal slaven.
- Veličastna trdnjava Rocca Albornoziana, zgrajena med letoma 1359-1370, ki jo je zasnoval arhitekt Matteo Gattapone Gubbio za kardinala Albornoza. Ima šest mogočnih stolpov, ki oblikujejo dva različna notranja prostora: Cortile delle Armi za čete in Cortile d' Onore za nastanitev guvernerja mesta. Dvorišče je obdano z dvoetažnim delom. Sobe Pinta Camera imajo pomembne freske iz 15. stoletja. Leta 1800 je bila trdnjava Rocca spremenjena v zapor in se kot taka uporabljala do poznega 20. stoletja. Po obsežni prenovi je bila ponovno odprta kot muzej leta 2007.
- Palazzo Racani - Arroni (16. stoletje) ima obrabljeno sgraffito dekoracijo pripisano avtorju Giulio Romano. Notranje dvorišče ima zanimiv vodnjak.
- Palazzo della Signoria (14. stoletje), danes mestni muzej.
- Veličastna Palazzo Vigili (15. - 16. stoletje) s stolpom Torre dell'Olio (13. stoletje), edini ostanek srednjeveškega Spoleta.

### Cerkve
- Duomo (katedrala) Santa Maria Assunta, gradnja se je začela okoli leta 1175, po tem ko so prejšnjo uničili vojaki Barbarosse in zaključila leta 1227. Posvetila sta jo papeža Innocent III. leta 1198 in Honorij III. v letu 1216. V petnajstem in šestnajstem stoletju je dobila renesančni portik, leta 1638 je bila v celoti obnovljena notranjost. Fasada ni enotna, temveč je posledica širitve. Skupno ima osem oken v obliki rozet in služijo za razsvetljavo podaljšane notranjosti. Drugi del predstavljajo tri rozete, niše in mozaik (datiran 1207). Osrednja rozeta je iz poznega 12. stoletja in je navedena v literaturi kot ena najbolj veličastnih v Umbriji. Notranost je popolnoma baročna iz leta 1638. Oblikovala sta jo arhitekta Louis Arrigucci in Domenico Castelli med letoma 1638 in 1644. Tlak glavne ladje je še vedno originalen t.i. kozmatski tlak, sestavljena iz porfirja in serpentina, ena od stranskih ladij pa v belem in rdečem kamnu iz leta 1481. Pomembna je freska Kronanje Marije v koru avtorja Filippa Lippija iz leta 1469. Katedrala ima še več umetniških del, tudi freske Pinturicchio v kapeli Eroli (1497), oljno sliko Annibale Carraccija in sodelavcev, ki prikazuje Marijo z otrokom s sv. Frančiška in Dorotejo (1599) in svete ikone, plemenita bizantinska dela XI. - XII. stoletja, ki jih je podaril leta 1185cesar Friderik Barbarossa kot znak miru. Na začetku levega hodnika je križ slikarja Alberta Sotia, podpisan in datiran 1187, eden najboljših primerov romanskega križa v Italiji. Romanska zgradba ima med drugim grobnico Filippa Lippija, ki je umrl v Spoletu leta 1469. Cerkev hrani tudi rokopis pisma, ki ga je napisal Sveti Frančišek Asiški.

Celotno območje okrog katedrale deluje kot veliko gledališče in se dejansko uporablja za ta namen.
- San Pietro extra Moenia je bila ustanovljena leta 419, ima relikvije sv. Petra in antično grobnico. Obnova se je začela v 12. stoletju in se zavlekla do 15. stoletja, ko je bil dodana izjemna romanska fasada: ta ima tri vrata z okni v obliki rozet, s čudovitimi dekoracija lokalnih umetnikov, ki predstavljajo zgodbe o življenju svetega Petra. Skupaj z baziliko San Rufino v Assisiju, je najboljši primerek umbrijske romanike. Pred cerkvijo je veliko stopnišče. V 17. stoletju je bila notranjost, ki je triladijska bazilika, predelana v baročnem slogu, dodana je bila eliptična kupola.
- Bazilika San Salvatore (4. - 5. stoletje) vsebuje v rimski tempelj in je eden od najpomembnejših primerov zgodnjekrščanske arhitekture. Predelali so jo Langobardi v 8. stoletju. Leta 2011 je postala del Unescovega seznama svetovne dediščine kot del skupine sedmih vpisanih del Langobardov v Italiji.[4]
- San Ponziano je znan kompleks, ki leži zunaj zidov mesta in je posvečena zavetniku Spoleta. Cerkev je bila zgrajena v 12. stoletju v romanskem slogu. Kasneje jo je spremenil Giuseppe Valadier. Grobnica je ostala nedotaknjena. Ima obliko pet majhnih ladij in malimi apsidami s prečnimi prehodi, rimskimi spolia stebri in freskami iz 14. in 15. stoletja.
- Santa Maria della Manna d'Oro je stavba osmerokotne oblike in stoji v bližini katedrale. Zgrajena je bila v 16. in 17. stoletju v zahvalo Mariji za njeno zaščito trgovcev.
- San Domenico (13. stoletje) je gotska zgradba iz belega in roza kamna. Notranjost je opazno poslikana s freskami in slikami Giovannija Lanfranca. Kripta je iz zgodnješe cerkve, posvečena sv. Petru, s poslikanimi zidovi.
- San Gregorio Maggiore (11. - 12. stoletje) je romanska cerkev, ki je bila obnovljena v originalnih okvirih šele v zadnjem času. Fasada ima dva slopa in nadstrešek iz 16. stoletja ter kapelo nedolžnih (14. stoletje) z napisi. Glavna zunanja značilnost je visok zvonik končan šele v 15. stoletju. Notranjost ima tri ladje s spolia stebri in pilastri.
- Santa Eufemia, iz druge polovice 12. stoletja je eden najpomembnejših romanskih spomenikov v Umbriji, in so jo obnovljli od 1907-1954. Notranjost je precej edinstvena. Empora je skoraj enake velikosti kot dvorana. Čutiti je vpliv lombardske in benečanske umetnosti z značilno bogato dekoracijo. Je triladijska s spolia stebri.
- In druge.

## Prebivalstvo
| 1871   | 1901   | 1921   | 1951   | 1971   | 1991   | 2001   |
| ------ | ------ | ------ | ------ | ------ | ------ | ------ |
| 21.168 | 24.648 | 28.215 | 38.155 | 36.156 | 37.763 | 37.889 |

## Sestrska mesta
- Charleston, ZDA
- Schwetzingen, Nemčija
- Cajamarca, Peru
- Orange, Francija
- Cetinje, Črna gora